# Sälj- och verksamhetsplanering
Sälj- och verksamhetsplanering (SVP), (engelska: sales and operations planning (S&OP), är en integrerad företagsstyrningsprocess utvecklad av Oliver Wight 1983.
Genom SVP-processen får VD och/eller ledningsgruppen månadsvis ett tydligt fokus på uppnådda resultat, framtida mål och synkronisering av alla funktioner i organisationen. SVP-processen innefattar en uppdaterad säljprognos som ger en säljplan som i sin tur ger en produktions- och försörjningsplan, en plan för lager eller en orderstocksplan, en plan för nya produkter, följsamhet mot den strategiska planen och slutligen en ekonomisk och finansiell plan. SVP är en månadsvis genomförd serie av aktiviteter och omfattar minst 18 månader men kan vara betydligt längre beroende på vilken typ av industri det rör sig om och tiden för att öka resurstillgången. 
En väl genomförd SVP-process möjliggör ett effektivt användande av "supply chain management". En väl anpassad SVP-process går igenom kundbehov och försörjningsresurser och tar fram aktuella planer för framtiden. Den nya planen som tas fram fokuserar på förändringar som skett utifrån den tidigare lagda planen. SVP stöder ledningen så att den  får en ökad förståelse för hur företaget uppnår sin nuvarande prestation. Dess primära fokus är på framtida aktiviteter och resultat, inte på historia. Företag som har en integrerad affärsprocess använder SVP för att följa upp genomförandet av företagets strategier.
En vidareutveckling av konceptet är Integrated Bussiness Planning (IBP) som även behandlar strategi och ekonomi samt som tar upp det som är nytt i verksamheten med ekonomisk påverkan.